# 최병환 (바둑 기사)
최병환(崔丙煥, 1987년 6월 5일 ~ )은 대한민국의 바둑 기사이다.

## 약력
7세에 처음 바둑을 접했으며 권갑용 바둑도장에서 바둑을 배웠다. 세명컴퓨터고등학교 3학년에 재학중이던 2005년 제101회 일반인입단대회 1위를 통해 프로에 입단했다. 2007년 제7기 오스람코리아배 신예연승전 본선과 제3회 원익배 십단전 본선에 진출했다. 2012년 3단을 거쳐 2013년 11월에 4단으로 승단하였다. 2013년 제18기 박카스배 천원전 본선16강에 진출했고 2018년 5월에 5단으로 승단했다.